# Éric Favereau
Pour les articles homonymes, voir Favereau.
Éric Favereau, né le 4 novembre[source insuffisante] 1954, est un journaliste et grand reporter français.

## Biographie
Journaliste depuis 1981[source insuffisante] au journal Libération, où il est notamment responsable des sujets santé. Il a également dirigé le service « société »[source insuffisante]. Parallèlement, il travaille au Centre d'éthique clinique de l'hôpital Cochin, en particulier sur la question de l'institutionnalisation des personnes âgées, et sur les patients en suivi psychiatrique[source insuffisante]. Depuis 2020, avec des sociologues, des médecins, des universitaires , mais aussi des associatifs, il a lancé  un site internet VIF-fragiles sur les questions de Vieillesse, d'Inégalités de santé et de Folie.   

## Controverses
Éric Favereau a été critiqué par Act-Up qui, selon Didier Lestrade, « a failli zapper Libération à cause de la façon dont Éric Favereau rendait compte [des] évènements » .  
En 2017 au moment de la sortie de 120 Battements par minute, il salue l'action  du TRT 5, et « Act Up, cette entité interassociative [qui a réalisé] pendant près de quinze ans un travail inouï de surveillance des médicaments et des essais thérapeutiques, obligeant les grandes firmes à privilégier la santé publique à leurs profits ».

## Publications
- Chambres ouvertes : 90 jours avec des malades du sida (Éditions Balland, 1988),  (ISBN 978-2715807143)
- Le silence des médecins (Éd. Calmann-Lévy, 1994 )  (ISBN 978-2702122754)
- Nos années sida, 25 ans de guerres intimes (Éd. La Découverte, 2006)  (ISBN 978-2707148025)
- Sida - Portraits de combattants (avec Barbara Pellerin, Éd. Le Cherche midi, 2006)  (ISBN 978-2-7491-1418-7)
- Alzheimer, le grand leurre (avec Olivier Saint-Jean , Éditions Michalon, 2018)  (ISBN 978-2-84186-871-1)